# Madonna col Bambino (Cima da Conegliano Bologna)
La Madonna col Bambino della Pinacoteca Nazionale di Bologna è un dipinto a olio su tavola (60,5x47,2 cm) di Cima da Conegliano databile 1495.
Nel Regno Unito esiste una copia di questo dipinto: Madonna col Bambino (Cima da Conegliano Holburne).